# Eric Marienthal

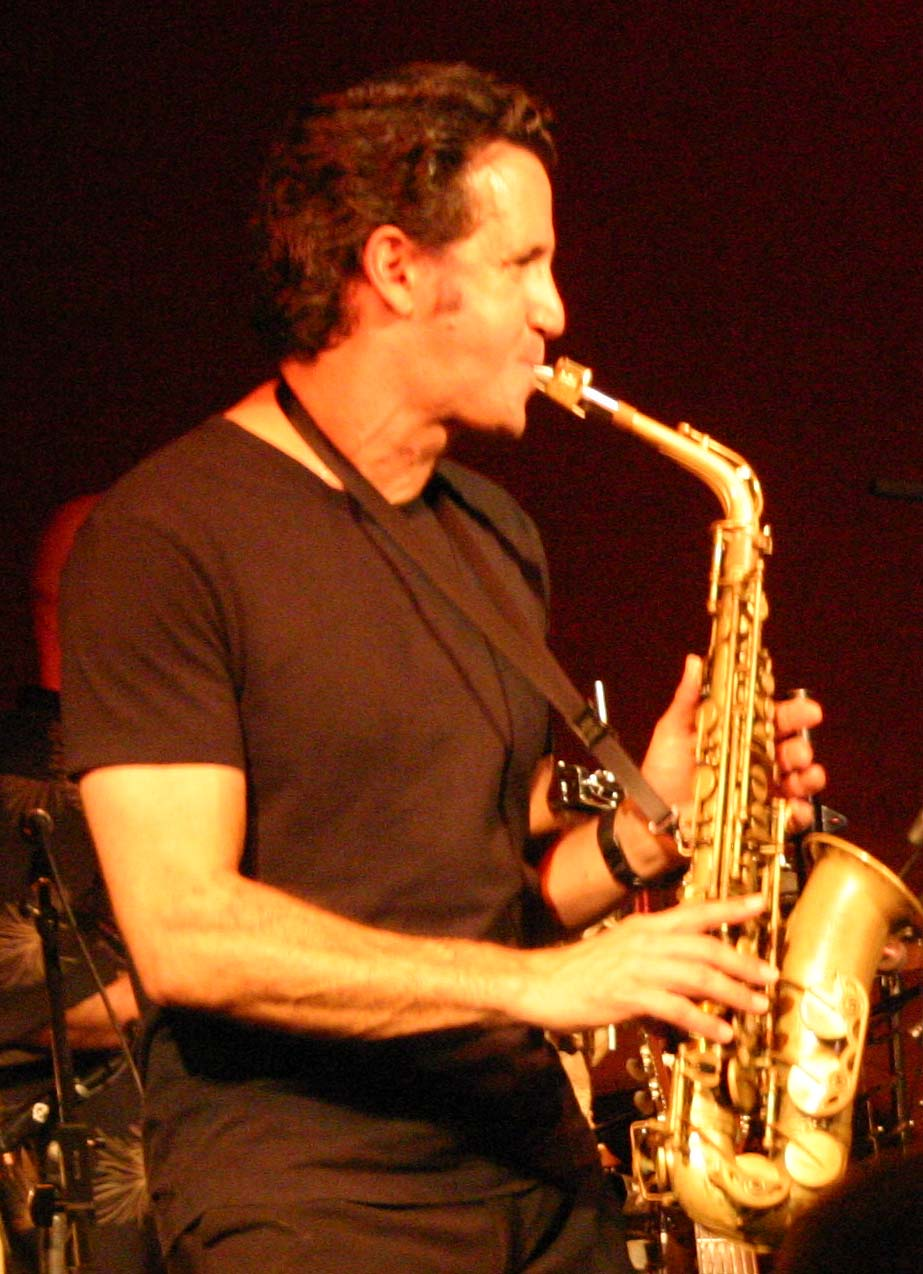
Eric Marienthal; 2007

Eric Marienthal (* 19. Dezember 1957 in Sacramento, Kalifornien) ist ein US-amerikanischer Saxophonist.

## Leben und Wirken
Nach seinem Schulabschluss 1976 ging er zum Berklee College of Music in Boston, wo er von Joe Viola unterrichtet wurde. Das College verließ er fünf Jahre später mit einer der höchsten Auszeichnungen, dem Berklee Distinguished Alumni Award for outstanding achievments in contemporary music.
1980 ging er nach Los Angeles. Dort kam er bei einer Dixielandband unter und spielte bei Al Hirt. Dabei wurde er von Chick Corea entdeckt, der ihn für seine Elektric Band verpflichtete. Sechs Alben produzierte er mit Corea und sie gewannen zwei Grammys. Doch schon bald schloss er einen eigenen Vertrag ab und Marienthal produzierte sein erstes eigenes Album Voices of the Heart.
Aber er war nunmehr auch als Studiomusiker gefragt. In weit mehr als 50 Aufnahmen spielte er so mit bekannten Musikern wie Lee Ritenour, Dave Grusin, David Benoit, Don Grusin, Dave Weckl, John Patitucci und den Rippingtons und mit den GRP All Stars, aber auch in anderen Genres, etwa mit Elton John, Stevie Wonder, Jeff Lorber oder Burt Bacharach. 2013, 2014 und 2015 tourte er mit der Dani Felber Big Band Explosion durch die Schweiz und Deutschland.
Jedes Jahr im Sommer veranstaltet er darüber hinaus ein Wohltätigkeitskonzert für High Hopes Head Injury Program, eine Organisation, die sich für traumatisch Hirnverletzte einsetzt und in Orange, Kalifornien, beheimatet ist. Marienthal hat auch die Lehrbücher Comprehensive Jazz Studies & Exercises, The Ultimate Jazz Play Along und The Music Of Eric Marienthal verfasst.

## Alben
- 1988: Voices of the Heart
- 1989: Round Trip
- 1990: Crossroads
- 1991: Oasis
- 1993: One Touch
- 1994: Street Dance (alle bei GPR Records)
- 1995: Easy Street (PolyGram)
- 1997: Collection (GPR Records)
- 1998: Walk Tall: Tribute to Cannonball Adderley (PolyGram)
- 2001: Turn up the Heat
- 2003: Sweet Talk
- 2005: Got You Covered (alle bei Peak Records)
- 2007: Just Around The Corner
- 2012: It’s Love

## Lexigraphische Einträge
- Wolf Kampmann (Hrsg.), unter Mitarbeit von Ekkehard Jost: Reclams Jazzlexikon. Reclam, Stuttgart 2003, ISBN 3-15-010528-5.